# لیام لیندسی
لیام لیندسی (انگلیسی: Liam Lindsay؛ زادهٔ ۱۲ اکتبر ۱۹۹۵) بازیکن فوتبال اهل بریتانیا است.
از باشگاه‌هایی که در آن بازی کرده است می‌توان به باشگاه فوتبال الوآ اتلتیک و باشگاه فوتبال پاتریک تیسل اشاره کرد.